# The Immigrant (2013)
The Immigrant ist ein US-amerikanischer Spielfilm des Regisseurs James Gray, der gemeinsam mit Ric Menello das Drehbuch schrieb. In der Hauptrolle ist Marion Cotillard zu sehen. Die Uraufführung fand am 24. Mai 2013 im Rahmen der Internationalen Filmfestspiele von Cannes statt, wo der Film im Wettbewerb um die Goldene Palme startete.

## Handlung
Im Jahre 1921 kommen die polnischen katholischen Schwestern Ewa und Magda als Immigrantinnen auf Ellis Island an. Sie hoffen auf ein besseres Leben, nachdem sie ihrem verwüsteten Elternhaus im Nachkriegspolen entfliehen konnten. Magda kommt wegen einer Lungenkrankheit in Quarantäne. Onkel und Tante, die bereits in New York etabliert sind und für sie bürgen sollen, tauchen nicht auf. Ewa wird fast zurückgeschickt, aber Bruno, der Jude ist, wird auf sie aufmerksam und bemerkt, dass sie fließend Englisch spricht. Er bringt einen Beamten dazu, sie bleiben zu lassen, und nimmt sie mit zu seinem Haus. Im Wissen, dass Ewa Geld braucht, um Magda frei zu bekommen, lässt Bruno sie im Bandits’ Roost Theater tanzen und prostituiert sie. Bruno entwickelt auch ein romantisches Interesse an ihr.
Ewa sucht ihre Verwandten in New York, aber ihr Onkel bringt sie zu den Behörden, weil er sich von einer Prostituierten distanzieren möchte. Polizisten bringen sie nach Ellis Island und sie muss ein zweites Mal ihre Ausweisung befürchten. In Ellis Island sieht Ewa einen Auftritt von Emil, Brunos Cousin, als Magier „Orlando“. Ewa trifft Emil im Bandit’s Roost wieder. Bei einem Zwischenfall tötet Bruno Emil.
Ewa erfährt, dass Bruno genug Geld hatte, um ihre Schwester freizukaufen, aber er verheimlichte es ihr, weil er nicht wollte, dass sie ihn verlässt. Dann wird ihm das Geld von korrupten Polizisten gestohlen. Mit Geld von ihrer Tante und mithilfe von Brunos Beziehungen kann Ewa Magda freikaufen. Die Frauen sollen im Westen ein neues Leben anfangen. Bruno begleitet sie nicht, um nicht die Verfolgung durch die Polizei auf sie zu ziehen. Er will den Totschlag an Emil gestehen.

## Hintergrund
The Immigrant wurde vom 27. Januar bis 17. März 2012 in New York City in den Kaufman Astoria Studios, auf Ellis Island, in Brooklyn und der Bronx gedreht. Nach der Uraufführung am 24. Mai 2013 während der Internationalen Filmfestspiele von Cannes wurde der Film unter anderem auf dem Filmfest München, dem Reykjavík International Film Festival, dem Zurich Film Festival, dem Rio de Janeiro International Film Festival, dem New York Film Festival, dem Chicago International Film Festival, dem Arras Film Festival, dem Ljubljana International Film Festival, dem Festival de Cine Europeo de Sevilla, dem Napa Valley Film Festival, dem Lisbon & Estoril Film Festival und dem Marrakech International Film Festival gezeigt.
Im französischsprachigen Teil der Schweiz kam der Film am 11. Dezember 2013 in die Kinos, im deutschsprachigen Teil am 26. Juni 2014, und in den Vereinigten Staaten am 16. Mai 2014. In Deutschland erschien er am 30. Januar 2015 auf DVD.

## Besetzung und Synchronisation
The Immigrant wurde von der Scalamedia GmbH synchronisiert. Die Dialogregie führte Heinz Burghardt, der auch das Dialogbuch schrieb.
| Darsteller             | Deutscher Sprecher   | Rolle                       |
| ---------------------- | -------------------- | --------------------------- |
| Marion Cotillard       | Natascha Schaff      | Ewa Cybulska                |
| Joaquin Phoenix        | Tobias Kluckert      | Bruno Weiss                 |
| Jeremy Renner          | Gerrit Schmidt-Foß   | Emil „Orlando the Magician“ |
| Dagmara Domińczyk      | Victoria Sturm       | Belva                       |
| Jicky Schnee           | Antje von der Ahe    | Clara                       |
| Elena Solovey          | Rita Engelmann       | Rosie Hertz                 |
| Maja Wampuszyc         | Nina Herting         | Edyta Bistricky             |
| Antoni Corone          | Dieter Memel         | Thomas MacNally             |
| Patrick Husted         | Frank Röth           | Priester                    |
| Patrick Holden O’Neill | Sebastian Fitzner    | Leo Straub                  |
| Sam Tsoutsouvas        | Peter Groeger        | Oskar Straub                |
| Robert Clohessy        | Uwe Jellinek         | Immigrationsbeamter         |
| James Colby            | Peter Flechtner      | A John                      |
| Glenn Fleshler         | Marco Kröger         | Anzugträger                 |
| Peter McRobbie         | Matthias Klages      | Dr. Knox                    |
| Gil O’Brien            | Peter Flechtner      | Ellis Island Guard          |
| Susan Gardner          | Sandrine Mittelstädt | Ilda                        |
| Dylan Hartigan         | Yoshij Grimm         | Roger                       |
| Kayla Molina           | Emilia Raschewski    | Sonja                       |

## Rezeption

### Kritiken

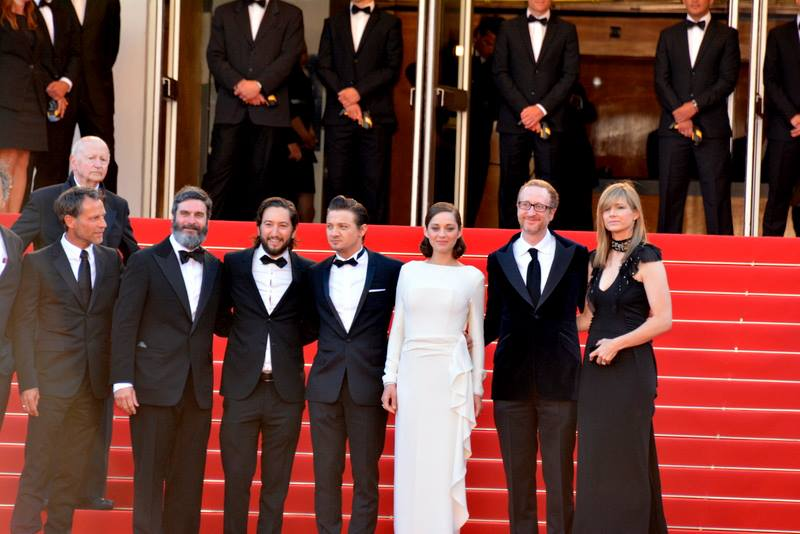
Regisseur James Gray (Zweiter von rechts) mit Darstellern und Crewmitgliedern bei den Filmfestspielen von Cannes

„In Sepiatönen gedrehtes Einwanderer-Melodram, das in der Leidensgeschichte seiner fantastisch gespielten Hauptfigur an die Stummfilmzeit anknüpft. Stilbewusst hält der Film die Waage zwischen Realismus und bewusst eingesetzter Emotionalität.“